# Institute for Humane Studies
Cet article possède un paronyme, voir Institute for Humanist Studies.
Notes
id : 941623852
Institute for Humane Studies (IHS), est une organisation libertarienne américaine,, qui s'engage auprès d'étudiants et de professeurs afin d'encourager l'étude et le développement de la liberté. L'IHS organise des programmes d'éducation et de carrières, tient des séminaires et des programmes dans les campus des universités américaines, récompense des étudiants, fait du mentorat, sponsorise une collection de vidéos en ligne,,,,,,.
Fondé en 1961 par F.A. Harper, l'organisation a par la suite démarré une association avec l'université George Mason et en 1985, l'association se délocalise à Fairfax en Virginie. L'institut est désormais situé au 3434 Washington Boulevard dans le campus d'Arlington de l'université George Mason.

## Liens avec d'autres associations
Students for Liberty est créé en 2008 par un bénéficiaire d'une bourse d'études de l'Institute for Humane Studies.